# Couleur interdite
 (avril 2020).

L'expression « couleur interdite » désigne selon certains chercheurs une perception hypothétique contraire aux théories de la couleur élaborées par les artistes et celles issues des explorations psychophysiques, où le sujet voit une teinte qui tient à la fois de deux couleurs complémentaires, soit un bleu-jaune, soit un rouge-vert.

## Situation théorique et expérimentale
Dans la théorie des couleurs proposée par Ewald Hering au XIXe siècle, la vision est structurée, en plus de l'opposition entre le clair et le sombre (blanc—noir), par deux autres, entre le rouge et le vert d'une part, et le bleu et le jaune d'autre part. Ces deux couples sont incompatibles ; si on peut dire d'une teinte qu'elle est verte tirant sur le bleu, ou tirant sur le jaune, il est impossible qu'elle soit verte tirant sur le rouge. Les artistes comme les scientifiques reconnaissent dans ces couples des couleurs complémentaires, dont la combinaison, en synthèse additive des couleurs, donne du blanc, et en synthèse soustractive, du noir.
S'il est reconnu que l'opposition n'est pas fondée sur la physiologie de l'œil humain, la structuration de la vision par deux couples d'oppositions peut cependant avoir une pertinence si on inclut dans la recherche l'ensemble de l'appareil visuel, et des chercheurs ont voulu éprouver leur solidité, en forçant, en laboratoire, des sujets à regarder à la fois du bleu et du jaune, ou du rouge et du vert, un dispositif de miroirs suivant les mouvements de l'œil illuminant en permanence deux aires de la cornée avec deux flux lumineux d'égale luminance, mais de couleurs complémentaires.
La plupart des sujets rapportent de cette expérience une perception conjointe des couleurs complémentaires, difficile à rapporter à une perception connue. Les couleurs sont vues ensemble et sans limite, parfois superposées,.

## Conclusions controversées
Les chercheurs concluent que les sujets ont vu les « couleurs interdites ». D'autres équipes, reprenant les expériences décrites par leurs prédécesseurs, contestent cette interprétation, rattachant la perception à des phénomènes de complétion de l'image constatée sans qu'il soit question de couleurs complémentaires.
Comme dans d'autres cas de perceptions paradoxales, cette expérience permet de vérifier et de raffiner le modèle de la perception, dans ce cas, des couleurs.